# Qin Siyu
Qin Siyu (2 maggio 1994) è una pallavolista cinese.
Gioca nel ruolo di schiacciatrice ed opposto nello Shanghai Dong Hao Lansheng Nuzi Paiqiu Julebu.

## Carriera
la carriera di Qin Siyu inizia nel 2004, quando entra a far parte del settore giovanile dello Shanghai Sheng Paiqiu Dui, dove gioca per quattro annate, prima di abbandonare la pallavolo indoor per dedicarsi al beach volley. Nel 2010 ritorna però sui propri passi, rientrando nella formazione giovanile dello Shanghai, dove gioca per annate; nel 2013 fa il suo esordio nella nazionale cinese in occasione del Montreux Volley Masters, per poi vincere con la selezione Under-20 il campionato mondiale di categoria.
Nella stagione 2013-14 fa il suo esordio da professionista in Volleyball League A, quando viene promossa in prima squadra, terminando il campionato al quinto posto. Nella stagione seguente raggiunge invece la finale scudetto, perdendola contro il Bayi Nuzi Paiqiu Dui.

## Palmarès

### Nazionale (competizioni minori)
- Campionato mondiale Under-20 2013
- Montreux Volley Masters 2016